# Михайлівка (Закаменський район)
Михайлівка (рос. Михайловка) — село Закаменського району, Бурятії Росії. Входить до складу Сільського поселення Михайлівське.
Населення — 1016 осіб (2015 рік).
Засноване 1728 року.